# Мальорка
Мальо́рка, или Майо́рка (исп. Mallorca [maˈʎorka], кат. Mallorca [məˈʎɔrkə], лат. insula maior, позже Maiorica — «больший остров» по сравнению с Меноркой) — один из Балеарских островов, расположенных в Средиземном море, принадлежит Испании. Площадь составляет 3640,16 км², тем самым Мальорка является самым крупным островом Испании по площади. Население — 859 289 жителей (2015 год). Как и другие Балеарские острова — Ивиса, Форментера и Менорка — Мальорка популярна в качестве курорта.
Административный центр острова Пальма также является центром автономного сообщества Балеарских островов. Национальный гимн Мальорки — La Balanguera. Мальорка является самым густонаселённым островом Балеарских островов, также это второй самый густонаселённый остров в Испании после Тенерифе на Канарских островах.

## География

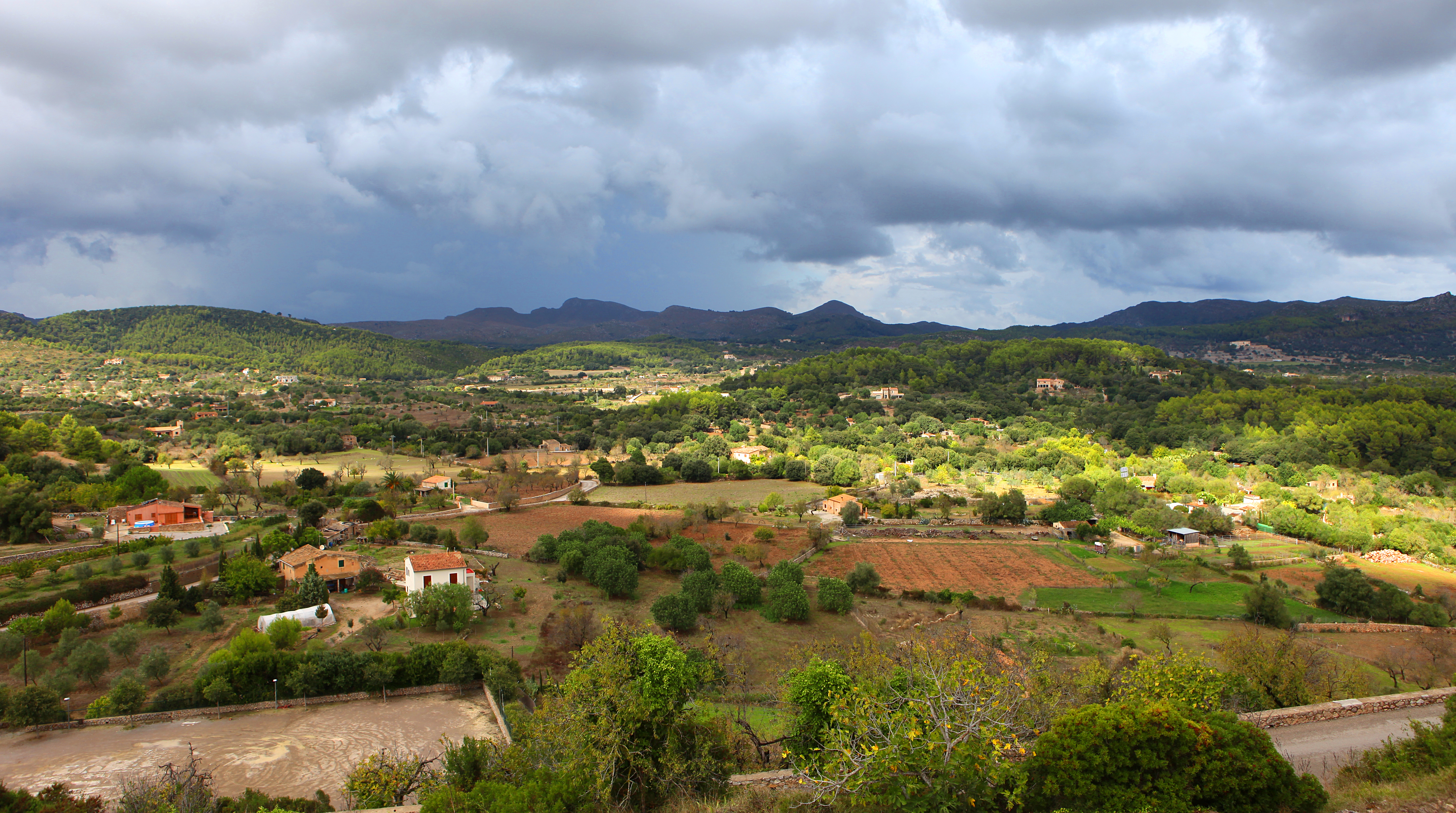
Типичный для Мальорки пейзаж

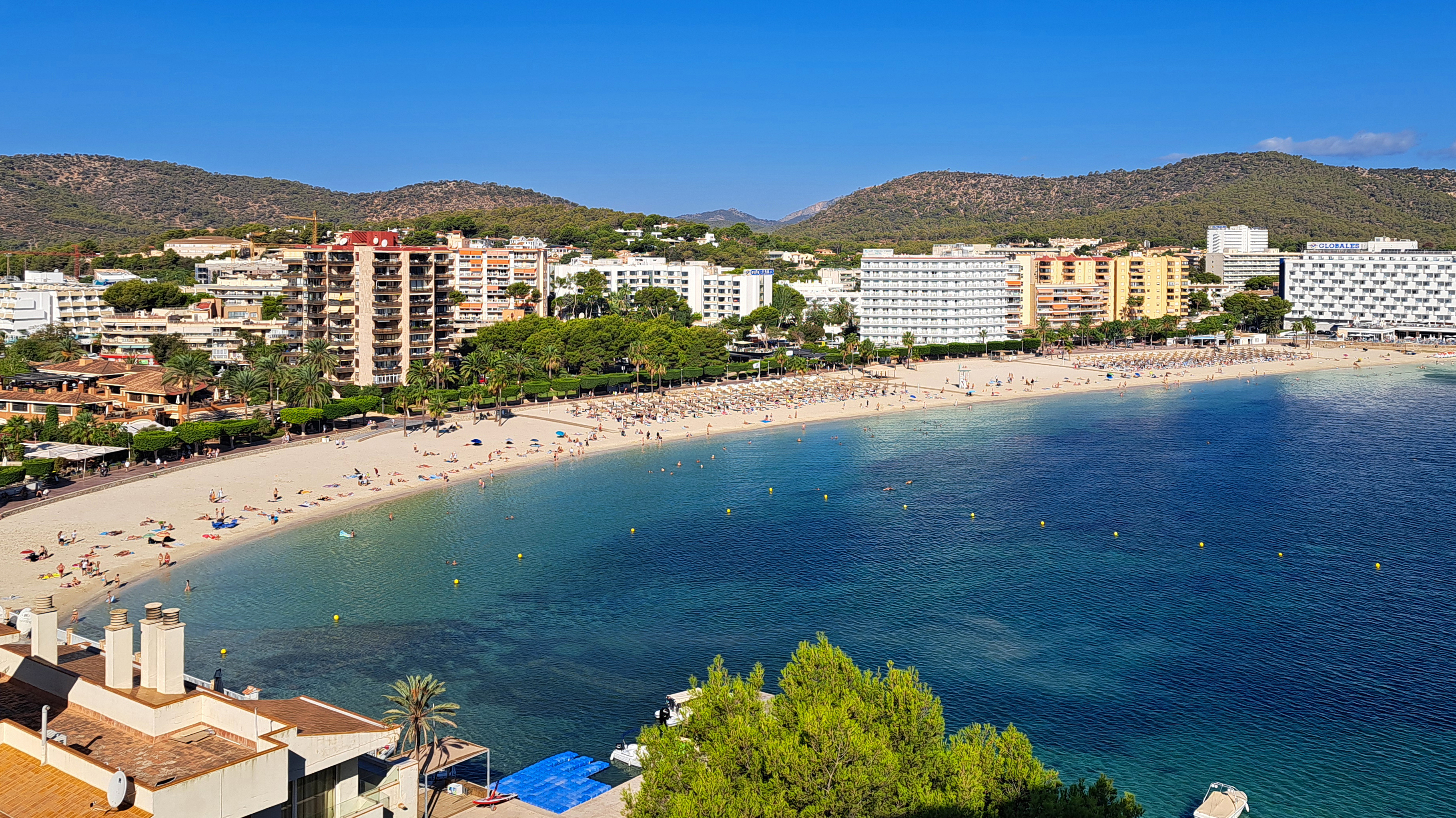
Пляжи Мальорки

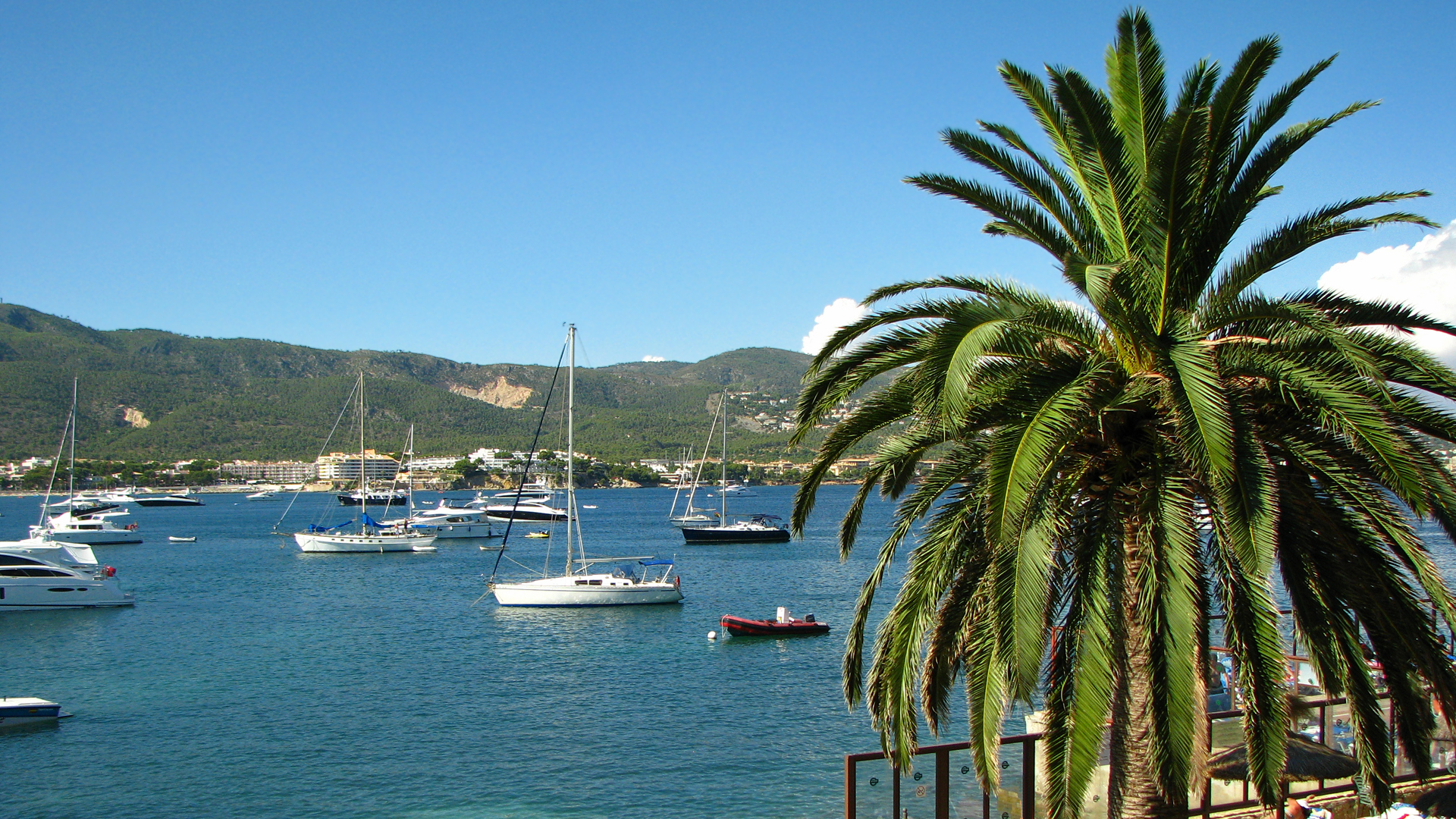
Бухта на Мальорке

Мальорка — самый крупный из Балеарских островов, длина береговой линии — 554 км. Два гористых района, каждый около 70 км в длину, занимают северо-западный и восточный районы острова. Наивысшая точка Мальорки — Пуч-Майор (1445 м) в горах Сьерра-де-Трамонтана. Поскольку она находится в охраняемой военной зоне, туристам разрешается забраться лишь на соседнюю гору Масанелья, высота которой 1352 м. На северо-восточном побережье есть две обширные бухты: Польенса и Алькудия. Северное побережье сильно изрезано, много крутых обрывов. Центральная зона к северу от Пальмы представляет собой плодородную равнину, которая здесь называется Эс-Пла.

## История
Мальорка была обитаема со времён палеолита, к этому периоду относятся найденные на острове захоронения и артефакты. Остров принадлежал Карфагену, после падения которого стал пиратской базой. В 123 до н. э. римский консул Квинт Метелл покончил с пиратством, завоевав остров. Под римским управлением остров процветал; именно тогда были основаны города Поллентия (Алькудия) и Пальмария (Пальма). Местная экономика основывалась на выращивании олив, виноделии и добыче соли.
Вандалы захватили остров в 426 году и присоединили его к своему королевству в 465 году.
В 534 году Мальорка была захвачена Византией и управлялась как часть провинции Сардиния. При византийском правлении на острове развилось христианство, были построены многие храмы.
С 707 года участились набеги на остров со стороны мусульман из Северной Африки.
В 902 году Кордовский халифат завоевал Мальорку. Мавры улучшили сельское хозяйство при помощи ирригации и развили местные промыслы. С 1015 года Мальорка управлялась тайфой Дения, а в 1087—1114 годах была независимой тайфой.
В 1114 году группа войск из Пизы и Каталонии вторглась на остров и осаждала Пальму-де-Мальорку в течение 8 месяцев. После того как город пал, захватчики уплыли, их заменили альморавиды из Северной Африки, которые правили до 1203 года. Альморавидов заменила династия Альмохадов, правившая до 1229 года, когда король Хайме I Арагонский организовал вторжение, в котором участвовало 15 000 солдат и 1500 конных воинов. После военных действий, длившихся 3 месяца, Мальорка вошла в состав Арагона.
После смерти Хайме I в 1276 году его королевство было поделено между сыновьями. Хайме II стал королём нового королевства Мальорка. В 1344 году король Педро IV Арагонский захватил остров и подчинил его своему государству.
В 1347 году на остров пришла эпидемия чумы, полностью опустошившая Мальорку.
В 1716 году специальным декретом Мальорка провозглашена частью испанской провинции Балеарские острова.
В 1936—1939 гг. остров был оккупирован Италией.
В 1950-х годах бум туризма заметно преобразил остров, который стал важным туристическим центром с развитой инфраструктурой. В 1960 году Мальорку посетили 500 000 человек, в 1997 году — более 6,7 млн. В 2001 году более 19,2 млн человек прошли через аэропорт Son Sant Joan в Пальма-де-Мальорка, ещё 1,5 млн прибыли морем. В 1983 году Пальма объявлена столицей автономного сообщества Балеарские острова.
В XXI веке планы городской реконструкции способствовали привлечению больших групп иммигрантов-рабочих из-за пределов Евросоюза, особенно из Африки и Южной Америки.
14 ноября 2005 года местная газета Diario de Mallorca объявила о том, что ЦРУ использовало островной аэропорт для секретной перевозки лиц, подозреваемых в терроризме.

## Административное деление
Остров Мальорка состоит из одного островного совета Мальорка, который делится на шесть районов (комарок): Пальма, Пла-де-Мальорка, Сьерра-де-Трамонтана, Райгер, Миджорн, Льевант.

## Транспорт
На Мальорке есть две железнодорожные ветки, используемые в экскурсионных целях и для пригородного сообщения. Одна из них соединяет столицу острова с городами Инка и Манакор — соответственно третьим и вторым городами острова по населению. Есть ответвление к городу Ла-Пуэбла. Раньше железная дорога продолжалась до города Арта; на 2013 год участок Манакор — Арта демонтирован, однако есть планы по его восстановлению.
Другая железная дорога проложена между Пальмой-де-Мальорка и портом Сольер, она проходит через 13 тоннелей в горном массиве Серра-де-Трамонтана.
Обе железнодорожные ветки имеют станции пересадки с метро города Пальма-де-Мальорка.

## Курорты Мальорки
Самыми известными и посещаемыми курортами Мальорки являются:

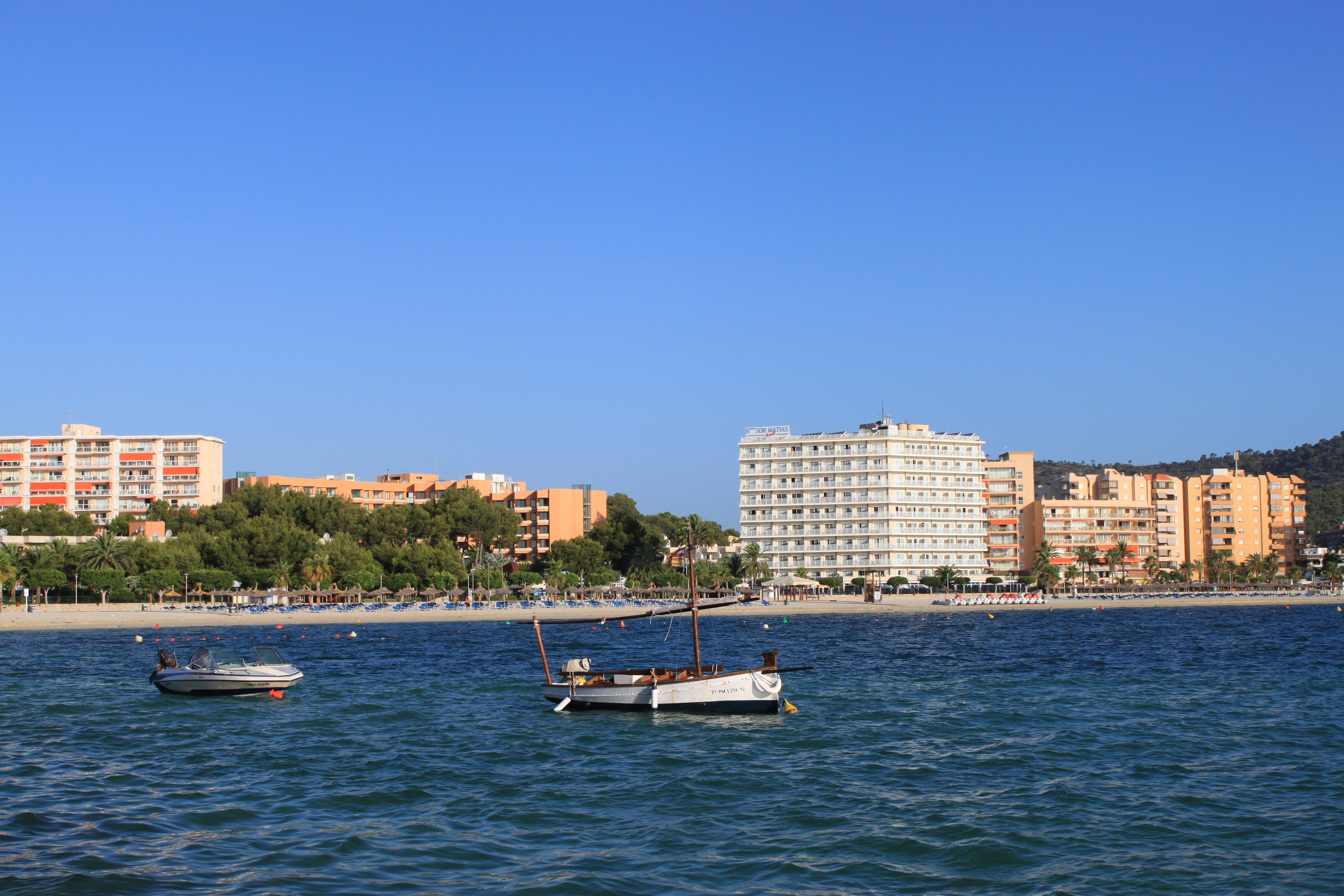
Пальманова

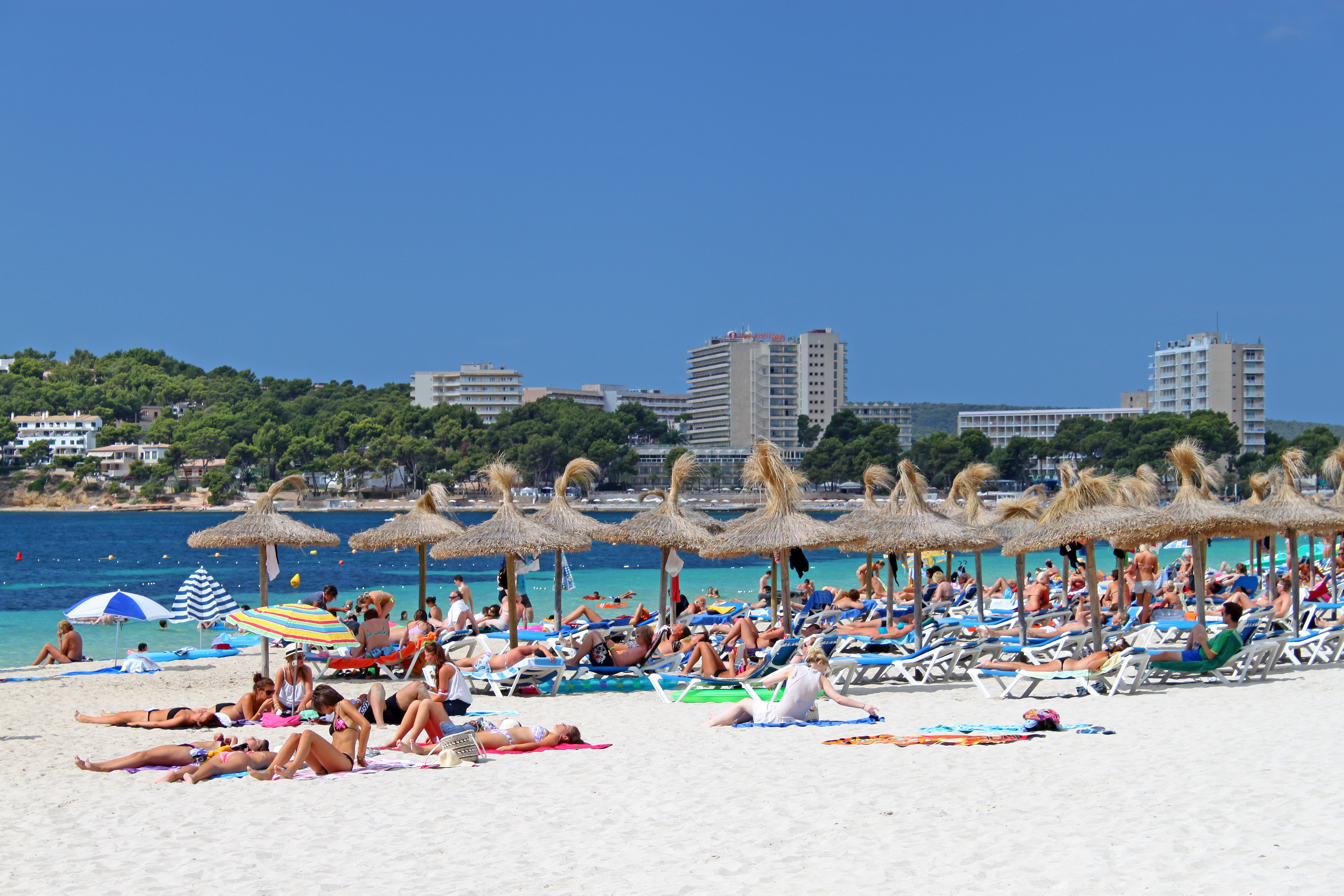
Пляж в Магалуфе

К западу от Пальмы:
- Кала-Махор
- Пальманова
- Магалуф

Юго-запад острова:
- Санта-Понса
- Пегера
- Камп-де-Мар

Юг острова:
- Сант-Висенц

Северо-восток острова:
- Кан-Пикафорт
- Порт-д’Алькудия
- Порт-де-Польенса

Восток острова:
- Кала-Мильо